# دميتري ليفانوف
دميتري فيكتوروفيتش ليفانوف (بالروسية: Дми́трий Ви́кторович Лива́нов) هو وزير التعليم والعلوم الحالي لروسيا الاتحادية.

## حياته
ولد دميتري ليفانوف عام 1967 في موسكو، وتخرج عام 1990 من معهد موسكو للفولاذ والسبائك، ثم تخرج عام 2003 من أكاديمية الحقوق في موسكو.
عمل في أعوام 1992 – 2004 في هذا المعهد استاذا وبروفيسورا و نائبا لمدير المعهد. وتولى عام 2004 منصب مدير إدارة سياسة المبتكرات والتقنيات والعلوم في وزارة التعليم والعلوم. ثم تم تعيينه نائبا لوزير التعليم والعلوم عام 2005.
وفي عام 2007 تولى منصب مدير معهد موسكو للفولاذ والسبائك الذي غيرت تسميته وأصبح يسمى منذ عام 2008 بالجامعة التكنولوجية الوطنية للفولاذ والسبائك.
ليفانوف حائز على جائزة الحكومة الروسية في مجال التعليم لعام 2011 ومنح الميدالية الذهبية لأكاديمية العلوم الروسية. كما أنه دكتور دولة في فلسفة الفيزياء والرياضيات. ويجيد اللغتين الإنجليزية والإيطالية.
هو متزوج وله ابنة وابنان.